# Oscinella ventricosi
Oscinella ventricosi är en tvåvingeart som beskrevs av Nartshuk 1955. Oscinella ventricosi ingår i släktet Oscinella och familjen fritflugor. Arten är reproducerande i Sverige. Inga underarter finns listade i Catalogue of Life.